# アマドリ転位
アマドリ転位（アマドリてんい、Amadori rearrangement）とは、有機化学における転位反応のひとつで、アルドースのグリコシルアミン（N-グリコシド）が、酸を触媒として 1-アミノ-1-デオキシケトース へ変わる反応。糖の合成化学の中で重要な反応である。
1925年、パドヴァ大学のマリオ・アマドリにより報告された。

## 反応
D-マンノースのグリコシルアミン 1 を基質とするアマドリ転位について反応機構を説明すると、まず 1 の開環型のイミン（シッフ塩基）にプロトンが付加してカチオン 2（3 と共鳴）となったところで、2位の炭素からプロトンが脱離してエノール型の 4 となる。4 は互変異性により 1-アミノ-1-デオキシケトース 5 を与える。
マンノースのグリコシルアミンは、マンノースとアンモニアとの作用で得られる。
メイラード反応と呼ばれる還元糖とアミノ化合物との反応の中にはアマドリ転位の段階が含まれる。

## アマドリ化合物
タンパク質の糖化により糖化最終産物（終末糖化産物、AGEs）が生じる過程で、「アマドリ化合物」（アマドリ転位生成物、前期生成物）を経由する。
1. グルコースのアルデヒド基がタンパク質のリシン残基とイミンを作って結合する。
2. このイミンからアマドリ転位が起こり、水素原子が転位したケトン、すなわちアマドリ化合物に変わる。
3. アマドリ化合物が遷移金属などを触媒として酸化を受け、AGEs が生じる。

このうち、アマドリ転位までは可逆反応であるが、その後の段階は不可逆となる。